# Mike Mussina
Michael Cole Mussina (Williamsport, Pensilvania, 8 de diciembre de 1968), más conocido como Mike Mussina, es un exjugador profesional estadounidense de béisbol que se desempeñó en la posición de lanzador en las Grandes Ligas de Béisbol (MLB). Es miembro del Salón de la Fama del Béisbol.

## Carrera
Mussina jugó como profesional diez temporadas en Baltimore Orioles (1991-2000), después pasó a New York Yankees, donde jugó ocho temporadas (2001-2008), y fue el equipo en el que se retiró.

## Reconocimiento
En 2019, ingresó como miembro al Salón de la Fama del Béisbol.